# 대한민국 형법 제372조
대한민국 형법 제372조는 동력에 대한 형법각칙의 조문이다. 관리할 수 있는 동력은 재물로 여겨지며 여기서 재물은 유체물 및 전기 기타 관리할 수 있는 자연력을 뜻한다.

## 조문
제372조(동력) 본 장의 죄에는 제346조를 준용한다.

第372條(動力) 本章의 罪에는 第346條를 準用한다.

## 참조 조문
제346조(동력) 본 장의 죄에 있어서 관리할 수 있는 동력은 재물로 간주한다.

## 참고 문헌
- 김재윤(학원인), 손동권 저, 새로운 형법각론, 율곡출판사, 2013. ISBN 9788997428342

## 같이 보기
- 손괴죄
- 대한민국 형법 제346조
- 대한민국 민법 제98조 (물건의 정의)

1. ↑  민법 제98조(물건의 정의)